# Götz Riedesel zu Eisenbach
Gottfried (Götz) Johann Riedesel Freiherr zu Eisenbach (* 11. Juli 1882 in Berlin; † 18. September 1914 in Wali bei Tsingtau, China) aus dem Hause der Freiherren Riedesel war ein deutscher Offizier und angehender Beamter im auswärtigen Dienst. Er gilt als erster Gefallener der Belagerung von Tsingtau aufseiten der Mittelmächte.

## Leben
Gottfried, genannt Götz, war der Sohn von Anne (geborene von Stülpnagel) und Georg Riedesel zu Eisenbach. Er verbrachte seine Jugend teils in Altenburg (Oberhessen), teils in Darmstadt. Dort besuchte er das Ludwig-Georgs-Gymnasium, wo er im Schuljahr 1906 seine Reifeprüfung ablegte. Anschließend begann er ein Studium der Rechtswissenschaften, das ihn an die Universitäten von Genf, Freiburg im Breisgau, Leipzig und Marburg führte. Nach bestandenem Referendarexamen in Kassel trat er in den preußischen Staatsdienst ein und arbeitete als Gerichts- und Regierungsreferendar.
Während dieser Zeit leistete er seinen Militärdienst beim 3. Garde-Ulanen-Regiment in Potsdam ab und blieb diesem Regiment als Reserveoffizier bis zu seinem Lebensende verbunden. Im Jahr 1909 bestand er das Staatsexamen und begann seine Tätigkeit im preußischen Verwaltungsdienst. Bereits 1910 wechselte er in den Auswärtigen Dienst und wurde ein Jahr später Attaché in London. 1913 erhielt er die Ernennung zum zweiten Legationssekretär an der deutschen Gesandtschaft in Peking.
Mit dem Ausbruch des Ersten Weltkrieges im August 1914 bat er darum, von seinem diplomatischen Posten entbunden zu werden, um nach Deutschland zurückzukehren und sich seinem früheren Regiment anzuschließen. Stattdessen wurde er nach Tsingtau, dem deutschen Pachthafen in China, einberufen. Dort traf er am 7. August 1914 ein und wurde als Leutnant der Reserve der berittenen 5. Kompanie des III. Seebataillons zugeteilt.
Nur wenige Wochen später, am 18. September 1914, führte er einen Zug Reiter an die Grenze des Pachtgebietes Kiautschou. Bei den Grenzorten Liuting und Wali kam es zu einem Vorpostengefecht mit einer zahlenmäßig überlegenen Kavalleriepatrouille der Japaner. Im offenen Gelände des seichten Baisha-Flußbettes erlitt er durch Beschuss eine Beinverletzung, an der er verblutete, ehe ihm geholfen werden konnte. Der Leichnam wurde per Auto nach Tsingtau gebracht. Seine Beisetzung fand am Folgetag auf dem Gouvernementsfriedhof in Tsingtau statt. Die Grabrede hielt der Gouvernementspfarrer, Ludwig Winter.

## Nachwirkungen
Deutsche Presseartikel nannten Leutnant der Reserve Riedesel zu Eisenbach als ersten Toten der Verteidiger Tsingtaus (nach anderer Quelle: erster gefallener Offizier). Dabei bezogen sich die Zeitungen auf eine meist nicht näher genannte amtliche Bekanntmachung (zum Beispiel: „W.T.B. Amtlich“).
Die Zeitschrift Kolonie und Heimat, das Organ des Frauenbundes der Deutschen Kolonialgesellschaft, stellte ihn bildlich auf eine Stufe mit dem U-Boot-Kommandanten Otto Weddigen, der zeitgleich Bekanntheit erlangte. Sein Tod fand zwischen den Kriegen stellenweise in der Populärliteratur Erwähnung.